# Největší společný dělitel
Největší společný dělitel (značený NSD, D, příp. gcd z anglického greatest common divisor) dvou celých čísel je největší číslo takové, že beze zbytku dělí obě čísla, tzn. největší číslo, jímž jsou obě čísla dělitelná. Například největší společný dělitel čísel 15 a 20 je 5 (číslo 5 dělí obě čísla, žádné větší číslo s touto vlastností už neexistuje; např. číslo 10 dělí druhé číslo, ale ne první).
Obecněji je možno hovořit o největším společném děliteli celé množiny čísel – tím je největší číslo takové, že beze zbytku dělí všechna čísla v množině.

## Definice
{\displaystyle \operatorname {NSD} (a,b)=\max\{n\in \mathbb {N} :n\mid a\wedge n\mid b\}}

## Vlastnosti
- Určení největšího společného dělitele je matematická operace
  - idempotentní,

{\displaystyle \operatorname {NSD} (a,a)=a}
  - asociativní i

{\displaystyle \operatorname {NSD} (\operatorname {NSD} (a,b),c)=\operatorname {NSD} (a,(\operatorname {NSD} (b,c))}
  - komutativní

{\displaystyle \operatorname {NSD} (a,b)=\operatorname {NSD} (b,a)}
- Součin největšího společného dělitele a nejmenšího společného násobku dvou čísel se rovná součinu těchto dvou čísel:
{\displaystyle \operatorname {NSD} (a,b)\operatorname {nsn} (a,b)=ab}
- {\displaystyle \operatorname {NSD} (a,b)=\operatorname {NSD} (a,b-a)} (pro {\displaystyle b>a}). Této vlastnosti využívá Eukleidův algoritmus:
Označme {\displaystyle D_{1}} množinu společných dělitelů čísel {\displaystyle a,b} a {\displaystyle D_{2}} množinu společných dělitelů čísel {\displaystyle a,b-a}. Uvědomíme si, že
{\displaystyle d\mid a\land d\mid (b-a)\Rightarrow d\mid a\land d\mid b\Rightarrow \operatorname {NSD} (a,b-a)\in D_{1}}
{\displaystyle d\mid a\land d\mid b\Rightarrow d\mid a\land d\mid (b-a)\Rightarrow \operatorname {NSD} (a,b)\in D_{2}}
Pokud by {\displaystyle \operatorname {NSD} (a,b)>\operatorname {NSD} (a,b-a)}, dostali bychom spor, protože v množině {\displaystyle D_{2}} by byl větší prvek než {\displaystyle \operatorname {NSD} (a,b-a)}. Podobný spor bychom dostali, pokud by {\displaystyle \operatorname {NSD} (a,b)<\operatorname {NSD} (a,b-a)}. Proto {\displaystyle \operatorname {NSD} (a,b)=\operatorname {NSD} (a,b-a)}.

## Výpočet
Největšího společného dělitele dvou čísel (a díky asociativitě i libovolně mnoha) lze určit prostřednictvím prvočíselného rozkladu obou čísel, jako součin prvočísel umocněných na nejmenší z exponentů u příslušného prvočísla v rozkladech:
Nechť {\displaystyle \prod _{i}p_{i}^{e_{i}}} je prvočíselný rozklad čísla {\displaystyle a} a {\displaystyle \prod _{i}p_{i}^{f_{i}}} prvočíselný rozklad čísla {\displaystyle b}.
Pak
{\displaystyle \operatorname {NSD} (a,b)=\prod _{i}p_{i}^{\min {(e_{i},f_{i})}}}.
Například největšího společného dělitele čísel 136 a 204 lze nalézt tak, že zjistíme, že 136 = 2³×17 a 204 =2²×3×17. V rozkladech se vyskytují prvočísla 2, 3 a 17 s exponenty 3, 0, 1 u menšího čísla a 2, 1, 1 u většího čísla. Výsledné NSD pak je součin prvočísel vyskytujících se v obou rozkladech umocněných na příslušné nejmenší exponenty, tedy 2²×17 = 68.
Tento výpočet je snadno pochopitelný, ale v praxi zcela nepoužitelný s výjimkou velice malých čísel, neboť získání rozkladu na prvočísla je extrémně náročná operace.
Pro praktické výpočty slouží výrazně rychlejší algoritmy, hlavně tzv. Eukleidův algoritmus.